# جيمي د. روس
جيمي د. روس (بالإنجليزية: Jimmy D. Ross)‏ هو عسكري أمريكي، ولد في 23 مايو 1936 في هوستن في الولايات المتحدة، وتوفي في 2 مايو 2012 في نيو سميرنا بيتش في الولايات المتحدة.